# Gudziewickie Państwowe Muzeum Literacko-Krajoznawcze
Państwowe Muzeum Literacko-Krajoznawcze w Gudziewiczach (biał. Гудзевіцкі дзяржаўны літаратурна-краязнаўчы музей) – muzeum w agromiasteczku Gudziewicze na Białorusi.
Wśród zbiorów muzeum można podziwiać dzieła klasyków białoruskiej literatury oraz unikatowe eksponaty związane z historią oraz kulturą regionu, w tym wyroby białoruskiej sztuki ludowej, łącznie ponad 16 tys. przedmiotów.

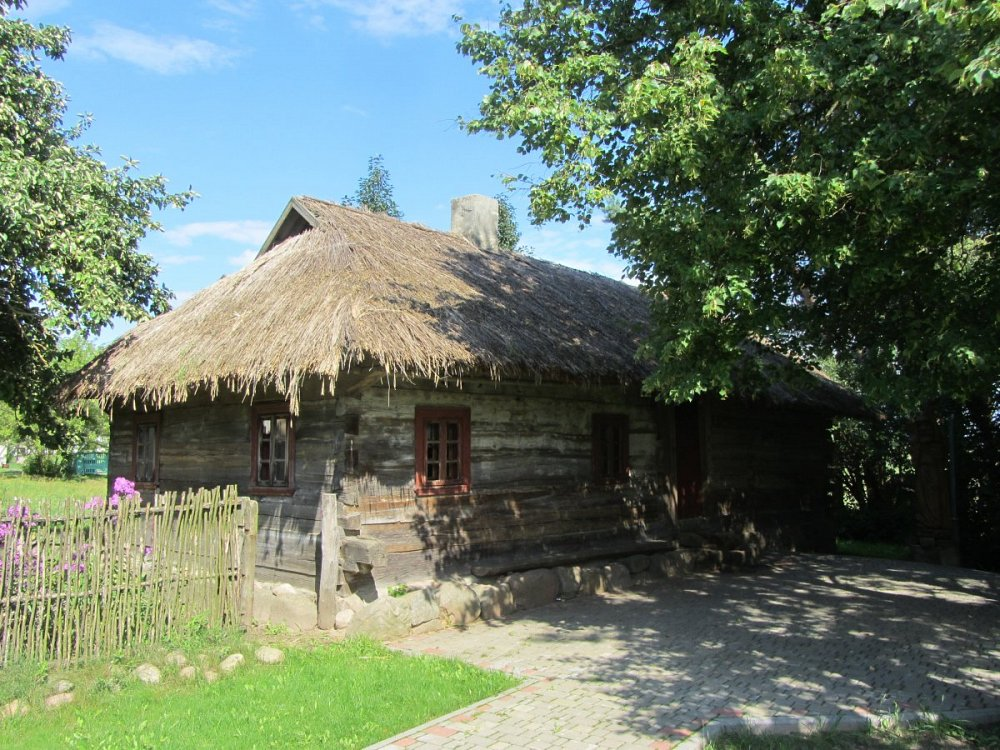
"Dom chłopski końca XVIII w." – odrębna wystawa etnograficzna muzeum.

## Historia
Historia muzeum rozpoczyna się w roku 1965, kiedy to z inicjatywy nauczyciela Alesia Biełakoza zostało powołane do życia szkolne muzeum literackie. Otwarcie dla zwiedzających miało miejsce 2 lutego 1968, w dniu 130-tej rocznicy urodzin Konstantego Kalinowskiego. W 1981 roku szkoła została przeniesiona do nowo wybudowanego obiektu, natomiast pomieszczenia starego budynku zostały przeznaczone do użytku muzeum. Dzięki temu zyskano przestrzeń dla tworzenia kolejnych sal wystawowych. W tym samym roku muzeum wzbogaciło się o kolejny obiekt – starą chatę – który stał się odrębną częścią wystawy etnograficznej, zatytułowanej "Dom chłopski końca XVIII w.". W 1990 r. muzeum podniesiono do rangi instytucji państwowej.

## Zbiory
Pierwsze eksponaty trafiły do muzeum dzięki inicjatywie szkolnego nauczyciela i jego uczniów. Dzieci pisały listy do różnych działaczy kultury (pisarzy, artystów, naukowców) z prośbą o przesłanie listu w języku białoruskim, książek, prac z autografem i innych. Początkowo eksponaty zebrane były w jednej sali.  Wraz z biegiem lat muzeum powiększało swoje zbiory. W 1990 r. w nowych pomieszczeniach muzeum stworzono kolejne ekspozycje – „Medycyna ludowa” oraz „Len i tkactwo ludowe”. W 1997 r. otwarto wystawę pt. „Historia Gudziewicz na dokumentach i zdjęciach”. W 2002 r. powstała sala „Praktyczne tkactwo” gdzie można przyjrzeć się z bliska procesowi powstawania wyrobów włókienniczych. W tej sali pracownicy muzeum przy wykorzystaniu trzech dużych krosien tkają dywany, narzuty, obrusy i serwetki. Zbiory muzeum są udostępnione dla zwiedzających w formie wystaw stałych oraz czasowych.

## Działalność
Muzeum organizuje liczne wydarzenia, w tym spotkania autorskie z białoruskimi pisarzami.
W latach 2012–2014 muzeum brało udział w międzynarodowym projekcie „Podwyższenie atrakcyjności transgranicznego regionu poprzez włączenie etniczno-kulturowych zasobów w działalność turystyczną" (akronim – "Podróż do Etnobajki") w ramach programu współpracy transgranicznej Polska – Białoruś – Ukraina. W ramach projektu dokonano renowacji sal wystawowych muzeum.